# Sucre (Zulia)
Sucre é um município da Venezuela localizado no estado de Zulia.
A capital do município é a cidade de Bobures.